# Elisabeth Meyhöfer
Elisabeth Meyhöfer, auch Meyhoefer (* 3. September 1875 in Görlitz, Provinz Schlesien; † nach 1926), war eine deutsche Porträtmalerin und Grafikerin.

## Leben
Meyhöfer ließ sich vom Maler und Zeichenlehrer Conrad Fehr in Berlin unterrichten, außerdem war sie Privatschülerin von Walter Petersen und Willy Spatz in Düsseldorf. Ferner besuchte sie die Kunstakademie Königsberg. Sie ließ sich in Dresden nieder, wo sie mit anderen Malerinnen in der Ostbahnstraße 8 wohnte und sich an Ausstellungen der Gruppe Dresdner Künstlerinnen beteiligte. Meyhöfer war Mitglied der Vereinigung Schlesischer Künstlerinnen.